# 初春型驅逐艦
初春型驅逐艦（日文：初春型駆逐艦／はつはるがたくちくかん，英文：Hatsuharu class destroyer），是大日本帝國海軍的驅逐艦，繼吹雪型驅逐艦後的主力驅逐艦，但在排水量受限制的船體上搭載相對過重的武裝，重心過高導致復原性不足，海軍發生事故之後調查各艦發現這型號存在設計不良的問題，在建造了6隻後緊急中止。

## 概要

### 倫敦海軍條約
在1930年各國簽訂的倫敦海軍條約中，有一條為「在驅逐艦當中，噸位超過1,500噸的驅逐艦不得超過驅逐艦總數的16%。1930年4月1日前完工或在建的驅逐艦不受此限制，但是在噸位超過1,500噸的驅逐艦比例削減到16%之前，不得再建造此規格的新驅逐艦。」這意味著日本無法再增建和1,680噸的吹雪型同等級大小的驅逐艦。為此海軍提出了新設計，噸位縮小為1,400噸，航速36.5節，搭載了12.7公分砲5門，1座連裝砲塔和1座單裝砲塔以階梯式配置在艦首，1座連裝砲塔在艦尾，3座3連裝魚雷發射管同樣也採階梯式，第3號魚雷發射管高出一段，總共9門魚雷發射管，加上首次裝備的魚雷次發裝填裝置，武裝幾乎不輸吹雪型的新型驅逐艦－初春型，在第一次海軍軍備補充計畫中預定建造12隻。

### 友鶴事件
和吹雪型相比，初春型船體大小和吃水都較小，船體為了減輕重量也盡量輕量化，但搭載的武裝卻未減少，加上大型化的上層結構，必然導致的結果便是重心過高、安定性不佳和復原性不足，這些問題在初春型完工後開始浮現，1號艦初春在公試時即發現船身只要傾斜超過38度就會有無法扶正直至傾覆的危險，2號艦子之日在全速迴轉時傾斜度也高達27度，因此2艦一起舉行完工儀式後便開始進行改善工程。而此時卻又發生了友鶴事件，事件後海軍了解必須徹底解決問題，初春型在建造6隻後中止進行改裝，第7號艦經過重新設計後成為白露型。

### 改裝
改裝後的初春型航速從36.5節降到了33.3節，武裝方面取消了階梯式的配置，撤去了第3號魚雷發射管，從原本的3連裝3座（9門）減為了2座（6門），艦首單裝的第2砲塔移到艦尾和第3砲塔同樣高度的位置，上層結構縮小，增加壓艙重量使重心下移。另外在第四艦隊事件後還加強了船體強度。

### 改初春型
1號艦初春完工後問題浮現，此時還在工程初期階段的5、6號艦有明和夕暮即針對問題修改了設計，因此也有人將其稱為改初春型。

## 同型艦
- 初春（はつはる）

1933年9月30日於佐世保工廠完工
1944年11月13日沉沒
- 子日 (初春型駆逐艦)（日语：子日 (初春型駆逐艦)）（ねのひ）

1933年9月30日於浦賀船渠完工
1942年7月5日沉沒
- 若葉 (初春型駆逐艦)（日语：若葉 (初春型駆逐艦)）（わかば）

1934年10月30日於佐世保工廠完工
1944年10月24日沉沒
- 初霜（はつしも）

1934年9月27日於浦賀船渠完工
1945年7月30日沉沒
- 有明 (初春型駆逐艦)（日语：有明 (初春型駆逐艦)）（ありあけ）

1935年3月25日於川崎造船所完工
1943年7月28日沉沒
- 夕暮 (初春型駆逐艦)（日语：夕暮 (初春型駆逐艦)）（ゆうぐれ/ゆふぐれ）

1935年3月30日於舞鶴海軍工廠完工
1943年7月20日沉沒